# 汤加里罗山
汤加里罗山（英語：Mount Tongariro）也称东格里罗山，为新西兰北岛的一座活火山，位于陶波湖西南20公里处，海拔1978米，最近一次喷发发生在1977年。原为原住民领地，1887年由毛利人酋长蒂休休捐赠给了新西兰政府。汤加里罗山与附近的瑙鲁赫伊火山和鲁阿佩胡火山一起于1894年组建了汤加里罗国家公园。1990年被评为世界遗产。为著名的徒步胜地。